# R107 (Schouwen)
De Recreatieve weg 107 (r107) is een weg in Zeeland. De weg loopt van de kruising met de r106 in Burgh-Haamstede naar Nieuw-Haamstede. De weg is 5,2 km lang.
Nieuwvliet: R101 · R102 · R103 · R104 · R105

Ommen: R101 · R102 · R103 · R104 · R105

Schouwen: R101 · R102 · R103 · R104 · R105 · R106 · R107 · R108 · R109 · R110 · R111 · R112

Spaarnwoude: R101 · R102 · R103 · R104 · R105 · R106

Voorthuizen: R101

IJmuiden: R101 · R102 · R103